# あすか (鉄道車両)
あすかは、かつて西日本旅客鉄道（JR西日本）が1987年（昭和62年）から2018年（平成30年）まで保有していた鉄道車両（客車）で、ジョイフルトレインと呼ばれる車両の一種である。

## 概要
日本国有鉄道（国鉄）大阪鉄道管理局（大鉄局）では、かつてスロ62形・スロフ62形客車を改造したお座敷客車であるスロ81形・スロフ81形客車の6両編成を置き換えるため、1986年（昭和61年）に新たな和風客車として「みやび」を登場させていた。しかし、JR化目前の1986年12月28日に「みやび」は余部橋梁上で日本海からの強風にあおられ全車両が転落し、廃車となったため、大鉄局には和風客車が存在しない状態となった。転落事故で廃車となった「みやび」の代替が早急とされたのであった。
このため、1987年1月には新型和風客車の構想が発案され、同年4月には正式に改造・製作が決定され、同年6月より鷹取工場において本格的に製造が開始されたものである。

## 車両
| 号車 | 車両形式             | 側面の扇の配色     | 改造前       | 定員 | 設備                          |
| ---- | -------------------- | ------------------ | ------------ | ---- | ----------------------------- |
| 1    | マロフ12 851「桜」   | 縹色               | スハフ12 132 | 24人 | 展望車                        |
| 2    | オロ12 851「銀杏」   | 芥子色             | オハ12 348   | 28人 | 談話室                        |
| 3    | オロ12 852「菖蒲」   | 鶯色               | オハ12 337   | 28人 | 談話室                        |
| 4    | オロ14 851           | 茜色 木賊色 黄土色 | オハネ14 3   | -    | フリースペース ハイデッカー車 |
| 5    | オロ12 853「すすき」 | 薄群青色           | オハ12 339   | 28人 | 談話室                        |
| 6    | オロ12 854「水仙」   | 桜桃色             | オハ12 340   | 28人 | 談話室                        |
| 7    | マロフ12 852「桜」   | 中紫色             | スハフ12 127 | 24人 | 展望車                        |

全車両、宮原総合運転所（現・網干総合車両所宮原支所）所属で、全車グリーン車扱いとなる。4号車のハイデッカー車のみ14系寝台客車、それ以外の車両は12系客車より改造されており、両端の車両はマロフ12形850番台、中間の車両はオロ12形850番台、イベント車はオロ14形850番台である。日本の客車では初めてベンチレーターを電動開閉式とし、手動レバーを廃止した。
各車両共通の改造として、すべての窓をブロンズガラスで統一したほか、デッキと客室の出入口は自動ドアとした。また、便所については従来のFRP製のユニットを一旦撤去した上で、暖色系の化粧板を使用したユニットを設置し、清潔で豪華な雰囲気を狙った。便所床にはステンレス板を使用し、電着塗装によりクリーム色とした。洗面所は化粧室とするため、温水器・冷水機などを移設した上、大理石風のカウンターを使用してレール方向に長くとり、大型の鏡を設置した。化粧板は淡いクリーム色とし、洗面器はグリーン系統の色とした。

### コンセプト
それまでのお座敷列車は、中・高年齢層向けというイメージが強かったため、本車両ではレトロ・モダンな雰囲気を車両内外に取り入れることで、若年者層の乗客にも違和感なく利用できることを狙った。
外部塗装は、シンプルかつシックで安らぎを感じられるように、日本の古典的配色を使用することで、外観で車両イメージを表現するよう配慮した。やわらかいグレー系をベースカラーとし、車両の連結面付近には白い雲を表現したデザインを施すことで編成としての流れをあらわした。また、各車両には扇面を大きく描いたが、扇の色は日本古来の伝統的な色から9色を選び、各車両で色を変えることにより華やかさをかもし出すことを狙った。特に4号車のハイデッカー車では、3色の扇を並べることで変化をもたせるとともに、編成の中心であることを表現した。

### 展望室
| 1号車 マロフ12 851 |  | 7号車 マロフ12 852 |
| 1号車 マロフ12 851 |  | 7号車 マロフ12 852 |

編成の両端の1号車と7号車には展望室を設置するため、スハフ12形の乗務員室側連結面を編成内側に向け、トイレ・洗面所を撤去した上で車端部から4.95メートル分を展望室とした。展望室の窓には可視光線透過率を47%とした曲面ガラスを採用し、吹き寄せ部分を可能な限り細くした。
室内は茶色系でまとめ、移動可能な赤紫色モケットのソファーを11席配置した。天井には花びらをデザインしたシャンデリアを設置し、格調高い劇場サロンのようなムードの演出を狙った。シャンデリアは点灯時にはピンク色、消灯時にはブルーに変化する調光式とした。

### 和室

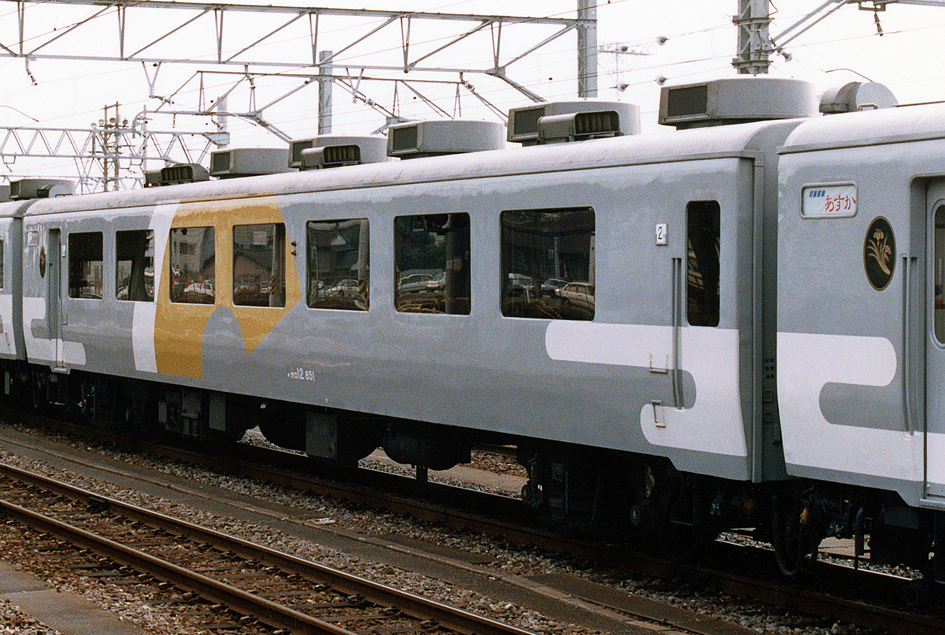
2号車 オロ12 851
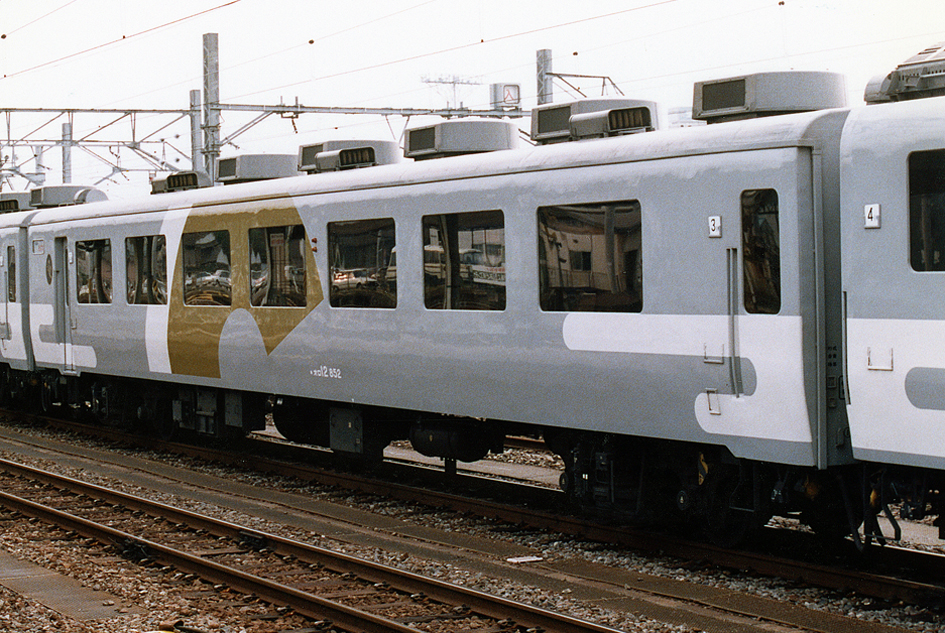
3号車 オロ12 852
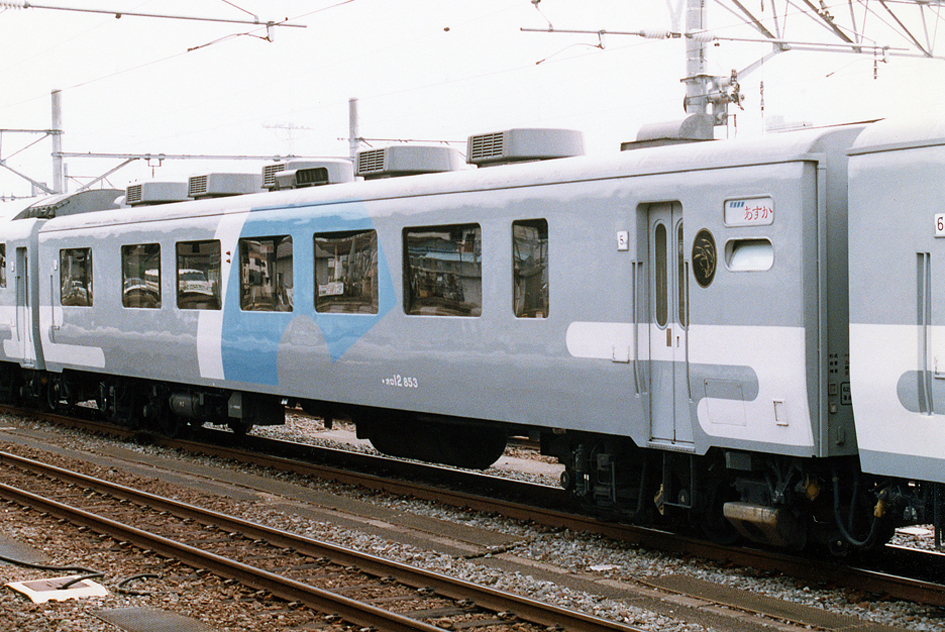
5号車 オロ12 853
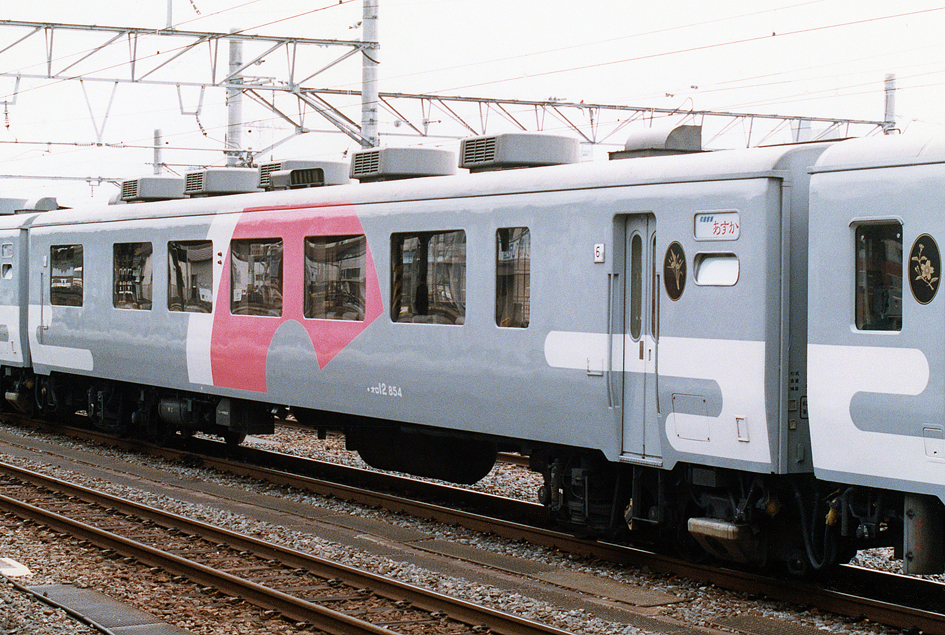
6号車 オロ12 854

4号車を除く各車両の客室は、和風客室としている。客室は床面より250ミリかさ上げした上で、588ミリ幅の通路を残して全面畳敷きとした。通路側の座敷下には下駄箱と足元灯を設置している。通路側には座敷からの転落防止用と手すりを兼ね、天井格子と同色の衝立を設置した。座敷上のテーブルは4名1組の折りたたみ式とし、展望車では6卓、それ以外の車両では7卓設置した。掘り炬燵構造にはなっていない。座席は座椅子を配置した。
和室の天井は淡いベージュ色基調とし、天井格子をダークブラウンとした。照明具や空調吹出口が目立たないように配慮している。
側面窓は横に拡大するとともに、横桟に変化を持たせた障子を設けた。この障子は、全開時にはすべて吹き寄せ部分に重ね収納できるようにすることで、座敷からの展望に配慮している。また、荷物棚は扇子をモチーフとしたデザインとし、天井格子と同色とした。
客室端部は、一方には収納庫や洋服かけを設置し、もう一方には28インチテレビやカラオケ機器などを設置した。収納庫の開き戸には各号車の愛称名と同じ植物の絵を描いた。

### 談話室
2・3・5・6号車には、少人数で歓談できるように、談話室を設けた。室内はタイルカーペットを敷いた上で5人分のソファーとテーブルを配置した。また、談話室の壁には各号車の植物をモチーフとした額を飾っている。なお、通路側の仕切りはガラス張りとしている。

### ハイデッカー車

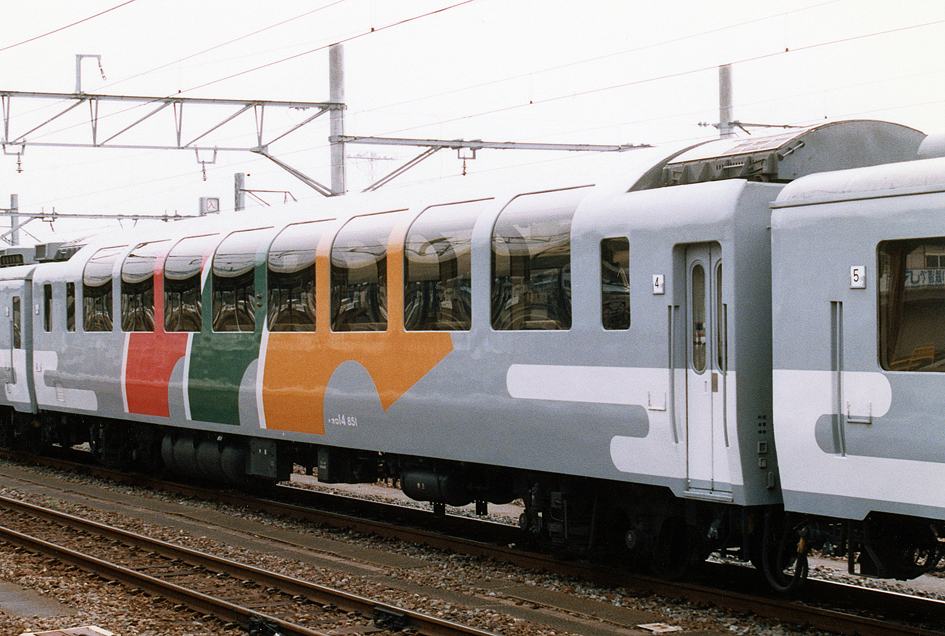
4号車 オロ14 851

4号車は本編成の目玉として、展望コーナー・イベントコーナー・カウンターコーナーを一体化した上で、それぞれの設備の個性を引き出すことを狙った。この車両では、床面は500ミリかさ上げされ、自然な色合いのカーペットで市松模様に敷いた上で、ソファーの表地も織物を使用することで、リビングルームのような落ち着きを表現し、ゆったりくつろげるように配慮した。
展望コーナーの部分の側面窓は大型の曲面ブロンズガラスを使用し、編成端の展望室同様に広い眺望を得られるようにした。天井は灯火類・スピーカー・空調吹出し口をすべて平天井にまとめ、シンプルな仕上げとした。
客室内の一端にはイベントコーナーを設けた。ステージの背面は鏡張りとした上、床にはボディソニックパネルを2枚埋め込むことで、臨場感を味わうことが出来るよう配慮した。また、このコーナーからは全車両に対してビデオ放送やステージからの実況中継ができるようにした。なお、ステージを使用しない場合は、鏡張り部分はシックな色のカーテンで覆うようにした。
カウンターコーナーは、洋風でカフェバー風のカウンターを設置したが、和風のイメージを感じられるようにカウンターの色は漆調の配色とした。シンプルな中で豪華さを感じられるように、カウンター下部と車内の腰板は絨毯張りとした。

## 運用
1987年10月末に展望車とハイデッカー車を含む5両が完成、同年11月1日から暫定的に5両編成で営業運行を開始した。同月20日には残り2両の改造も終了、以後は7両編成で運行されたが、運用区間・需要によっては6両に短縮されて運行された。
1996年（平成8年）- 1997年（平成9年）にかけてリニューアル改造を施工。客室内ではトイレの増設・更新が行われ、展望室にデフロスタ取り付け、展望室およびラウンジへのカーテン新設が行われた。外観はベース色のシックグレーがウォームグレーになり、雨樋の一体化が行われている。
2016年（平成28年）7月6日に両端展望車のマロフ12 851・852を吹田総合車両所へ回送、同年9月5日付で廃車された。さらに同年10月19日にはハイデッカー車を含む中間車5両のオロ12 851 - 854・オロ14 851を吹田総合車両所へ回送。オロ12 851・852が同年11月17日付で、残りの3両が2018年3月31日付で廃車となった。